# Bureau International des Expositions
Bureau International des Expositions, (BIE, Bureau of International Expositions) är en mellanstatlig organisation som övervakar internationella utställningar, kända som Expo eller Världsutställningar. 
BIE grundades i Paris 22 november 1928.